# 桦皮厂镇
桦皮厂镇，是中华人民共和国吉林省吉林市昌邑区下辖的一个乡镇级行政单位。

## 行政区划
桦皮厂镇下辖以下地区：
桦皮厂社区、平原村、祖家岭村、平安村、平胜村、幸福村、苏登河村、董屯村、松树村、漂洋村、柳屯村、永胜村、东胜村、新胜村、崔屯村、乔屯村、桦皮厂村、星火村、桦北村、桦东村、桦西村、桦郊村、鳌龙河村、金岗村、乐园村、庆祥村、东风村和张相村。

## 交通
- 长图铁路：桦皮厂站